# Таврическое (Восточно-Казахстанская область)
Таврическое (каз. Таврическое) — село в Уланском районе Восточно-Казахстанской области Казахстана.

## История
Село основали в 1893 году переселенцы из Таврической губернии. Глава переселенцев и основатель села — Тарас Трегуб.
C 16 октября 1939 года по 23 мая 1997 года село являлось административным центром упразднённого Таврического района.

## Население
В 1999 году население села составляло 3856 человек (1909 мужчин и 1947 женщин). По данным переписи 2009 года в селе проживало 4209 человек (2012 мужчин и 2197 женщин)